# Italienne (théâtre)
Pour les articles homonymes, voir Italienne.
Au théâtre, une italienne est une répétition sans mettre le ton, d'une voix neutre qui permet aux acteurs de mémoriser leur texte sans se fatiguer.
Plus spécifiquement à l'opéra, l'italienne reprend les éléments caractéristiques au théâtre en y ajoutant qu'il s'agit en principe de la première répétition avec l'orchestre en fosse, et qu'elle réunit pour la première fois orchestre, chœurs et solistes en une seule séance de travail.